# J-1
El cohete J-1 es un lanzador japonés de tres etapas propulsado por combustible sólido desarrollado durante la década de 1990. La versión original fue rediseñada debido a los altos costes de producción, dando lugar a la variante J-1 F2.

## Variantes

### J-1
Construido por Nissan, se trataba de un cohete de tres etapas propulsadas por combustible sólido. Solo tuvo lugar un lanzamiento de un J-1, el 11 de febrero de 1996. El lanzamiento fue exitoso, con un apogeo de 110 km.

### J-1 F2
Su desarrollo fue posterior y de menor coste que el J-1. Fue también construido por Nissan, con su primera etapa derivada de los aceleradores SRB-A del cohete japonés H-IIA. La segunda y tercera etapas eran las mismas que en el J-1, pero mejoradas y con aviónica actualizada.

## Especificaciones
| Especificación                | J-1                  | J-1 F2                                    |
| ----------------------------- | -------------------- | ----------------------------------------- |
| Carga útil                    | 850 kg (LEO, 250 km) | 850 kg (LEO, 250 km) 600 kg (LEO, 407 km) |
| Empuje en despegue            | 1550 kN              | 1800 kN                                   |
| Masa total                    | 88 580 kg            | 91 500 kg                                 |
| Diámetro del cuerpo principal | 1,8 m                | 2,5 m                                     |
| Longitud total                | 33,1 m               | 26,2 m                                    |